# مارماهی مهاجر
مارماهی مهاجر شناخته شده‌ترین خانواده در بین خانواده‌های مختلف مارماهیان است، زیرا بیشترین گونه‌ها در آب شیرین زندگی می‌کنند و تخم ریزی آن‌ها در اقیانوس‌ها صورت می‌گیرد. با این وجود آن‌ها مار ماهیان طویل تیپیک محسوب می‌شوند. زیرا در همهٔ آن‌ها سر به صورت گوه‌است و و دهان سختی دارند که فاقد استخوان‌های فکی و پیش فکی است.
منافذ آبششی آن‌ها بسیار دور از سر قرار گرفته و با یک سر پوش آبششی کوچک و قابل انعطاف پوسیده شده‌است.
حفره آبششی کاملاً بزرگ است.
بنابر این عمدتاً تنفس مار ماهیان بدین ترتیب است که آن‌ها در هر دفعه اب را می‌بلعند و از روی آبشش‌ها عبور می‌دهند.
شکل سر به میزان زیاد اندازه قطر دهان مارماهی را محدود می‌کند. بنابراین به تبع آن، اندازه طعمه‌ای که این ماهی می‌تواند به یکباره ببلعد، کوچک است.
یک مار ماهی برای خوردن یک طعمه بزرگ‌تر ابتدا آنرا می‌قاپد و سپس آن را به سرعت به اطراف پیچ و تاب می‌دهد تا این که قطعه بزرگی از آن کنده شود که قابل بلعیدن باشد.
همهٔ این خصوصیات سبب می‌شودکه مار ماهیان شرایطی مناسب برای زندگی مخفیانه در شکاف‌های کوچک یا گودال‌ها یا در بین ساقه‌های گیاهان آبزی داشته باشد. آن‌ها در آنجا می‌توانند به جستجوی طعمه‌هایی که مخفی شده‌اند، بپردازند یا در کمین ماهیانی که از آن مسیر عبور می‌کنند، بنشینند. سم مار دریایی از مارهای خشکی قوی‌تر است ولی معمولاً این ماهی به دلیل گوشه‌گیری به انسان نزدیک نمی‌شود و در صورت گزیدن سمی وارد نمی‌کند. در صورت ورود سم مار ماهی سم آن بسیار خطرناک است.
در قسمت شرقی ایالت متحده مارماهی آمریکایی (Anguilla rostrat) شکارچی مهم دریاچه‌ها و جویبارها محسوب می‌شود (هر چند که جمعیت آن رو به کاهش گذاشته‌است) و (Anguilla anguilla) که ارتباط نزدیکی با آن دارد، نقش مشابهی را در آب‌های اروپا ایفا می‌کند.
بعد از گذراندن ۱۲–۶ سال در این زیستگاه‌ها و رسیدن به طول ۳۵ تا ۱۵۰ سانتی‌متر، هر دو گونه مذکور تغییر شکل می‌دهند و از رنگ زرد و سبز به رنگ نقره‌ای در می‌ایند. سپس مار ماهیان نقره‌ای به سمت دریا مهاجرت می‌کنند و مشخصا جریانات آبی عمیق را جستجو می‌کنند و و توسط این جریانات به محیط‌های تخم ریزی خود در دریای سارگاسو می‌رسند که ۵۶۰۰ کیلومتر از محل اولیه فاصله دارد. آن‌ها مشخصا آنجا در اعماق زیاد تخم ریزی می‌کنند و سپس تلف می‌شوند.
محیط‌های تخم ریزی توسط یوهانس اشمیت (۱۹۲۲) تعیین شد و این امر توسط رسم نمودار انتشار نوزادان لپتوسفال بر حسب اندازه بر روی نقشه آقیانوس اطلس صورت گرفت.
کوچک‌ترین نوزادان در مجاورت دریای سارگاسو یافت شدند.
این نوزادان برای رسیدن به اروپا باید به همراه جریانات آبی حدود سه سال را پشت سر بگذارند، اما در مورد رسیدن به آمریکای شمالی این زمان حدود یک سال است. هنگامی که آن‌ها به آب‌های کرانه‌ای می‌رسند، دچار دگردیسی شده و به elver تبدیل می‌شوند که پیش می‌روند تا به داخل جویبارها و خلیج‌ها مهاجرت کنند.
گونه مشاهده شده در ایران:  (Anguilla anguilla (Linnaeus
مار ماهی اروپایی بیشینه درازا ۱۳۳ سانتی‌متر، بیشینه وزن ۶۵۹۹ گرم، کاتادروموس (دریا کوچ)، دارای اهمیت شیلاتی، پرورشی، صید تفننی و آکواریومی است، ماهی کفزی است که در آب‌های شیرین، لب شور و دریایی می‌تواند وارد شود.